# Покрит мост (Ловеч)
Покритият мост в Ловеч е покрит мост над река Осъм в Ловеч. Свързва новата част на града с Архитектурно-историческия резерват „Вароша“. Единственият по рода си на Балканския полуостров. В Европа съществуват множество подобни мостове – в Люцерн, Флоренция, Басано дел Грапа, Ерфурт, Бад-Зекинген, Страсбург, Бат и др. Покритият мост е официалният символ на Ловеч.

## Покритият мост
Първото сведения за съществуването на покрит мост (транспортен и пешеходен) в Ловеч е на френския пътешественик Ами Буе от 1838 г.:
„Покрит и украсен с дюкянчета каменен мост“.
През 1871 г. Феликс Каниц при посещението си в град Ловеч записва:
„Мост...с прохладна сянка, която дава на минувачите и продавачите неговият надвиснал и клатещ се покрив“.
Местни документи и спомени показват, че тези мостове са отнесени от придошлата река. 

### Мост на Колю Фичето
През 1874 – 1876 г. българският строител Никола Фичев (познат още като Уста Колю Фичето), построява прочутия покрит мост. В строежа се включват много жители на Ловеч. Мостът е проектиран като транспортен и пешеходен. Поръчката е на Османската държава. Просъществува половин столетие и е изграден на 5 каменни устоя с височина 4.50 м и ширина 3.50 м (от пясъчник от близкото с. Радювене), изцяло от дърво, без метални части, като при сглобките са използвани дървени клинове. Дължината му е 84 м, височина 7 м, ширината 10 м (от които 5 м. пътно платно) и 6 отвора. Горните части на каменните устои са украсени с патриотични скулптурни изображения на лъв, двуглав орел, женски торс, бича на поробителя и др. По идея на ловчанските занаятчии е изграден като покрит мост. Във вътрешността, от двете страни на улицата, са устроени 64 малки дюкянчета с размери 2.50/2,50 м. Мостът се осветява от газови фенери.
На 3 август 1925 г. мостът изгаря почти до основи.

### Мост на архитект Стефан Олеков
На мястото на изгорелия мост през 1926 – 1931 г. е изграден нов железобетонен покрит мост по проект на архитект Стефан Олеков и инженер Цветков. Мостът е проектиран като транспортен и пешеходен. Разполага с два стълба, два устоя, 3 отвора и 40 дюкянчета. Между тях минава транспортен път с ширина 4.25 м, два тротоара по 0.80 м и две тераси с парапети за наблюдение. Покривът е от армирано стъкло и осигурява естествено осветление.

### Мост на архитект Христо Златев
През 1981 – 1982 г., по проект на архитект Христо Златев и инженер А. Малеев, железобетонният мост е реконструиран като придобива днешния си вид – реплика, която напомня оригинала на Кольо Фичето (пешеходен). Строежът се извършва от бригадата на Иван Куцаров. Автомобилният път е заменен с пешеходна алея, около която са разположени 3 работилници, 9 магазинчета и две сладкарници. Целият мост е топлоизолиран и е с изградено електроподово отопление. Всеки магазин е със собствен електромер. Днешната дължина на моста е 106 метра. Той е основна атракция за гостите на Ловеч, а магазинчетата в него предлагат всевъзможни сувенири, свързани с Ловеч и региона. Осветен е по Програма „Красива България“.